# Protohermes cangyuanensis
Protohermes cangyuanensis är en insektsart som beskrevs av C.-k. Yang och Ding Yang 1988. Protohermes cangyuanensis ingår i släktet Protohermes och familjen Corydalidae. Inga underarter finns listade i Catalogue of Life.